# Université du Qatar
 (janvier 2013).
Si vous disposez d'ouvrages ou d'articles de référence ou si vous connaissez des sites web de qualité traitant du thème abordé ici, merci de compléter l'article en donnant les références utiles à sa vérifiabilité et en les liant à la section « Notes et références ».
L'université du Qatar est une université publique localisée dans le nord de la zone urbaine de Doha, la capitale du Qatar. En 2002, il y avait 8 621 étudiants. Selon des données de 2008, 76 % des étudiants inscrits sont des femmes. Les cours en éducation ainsi que ceux en arts et sciences sociales sont enseignés en arabe, tandis que les cours en sciences naturelles, en ingénierie et en commerce sont enseignés en anglais.

## Historique
L'institution fut établie en tant que Collège de l'Éducation par le décret de l'émir du Qatar en 1973. Elle fut agrandie pour devenir l'université du Qatar en 1977, incluant quatre collèges : Éducation ; Lettres et Sciences sociales ; Shari'a, Loi et Études islamiques ; Science.
Depuis 2005, il y a six collèges : 
- Collège de l'Éducation
- Collège des Arts et des Sciences
- Collège de la Shari'a et des Études islamiques
- Collège de l'Ingénierie
- Collège de Loi
- Collège de Commerce et Économie

## Campus
Le campus principal a une aire d'environ 8 km2. Les bâtiments de l'université ont un design distinctif qui est moderne mais qui reflète le côté traditionnel de l'architecture qatari. Les installations sont séparées par sexe, avec des classes séparées, des laboratoires, etc.
L'université a aussi une ferme d'expérimentation située à 65 km au nord de la ville.

## Personnalités liées à l'Université
- Mariam Al Maadeed, professeure de physique et science des matériaux, vice-présidente du département de recherche et études universitaire
- Alya bint Ahmed Al Thani, diplomate représentante du Qatar aux Nations unies

## Prise de position
L'université du Qatar annonce vendredi 23 octobre 2020 sur Twitter le report de la semaine culturelle française à la suite de « l’atteinte délibérée à l’islam et à ses symboles ». Cette annonce intervient après le discours du président de la République française Emmanuel Macron le 21 octobre 2020 prononcé lors de la Cérémonie d'hommage national à Samuel Paty à la Sorbonne.